# Bar Italia
Bar Italia — британський інді-рок гурт, створений у Лондоні в 2019 році.
Назва гурту походить від назви кафе Soho Bar Italia.

## Історія
З 2020 року гурт Bar Italia випустив два альбоми, один мініальбом і кілька синглів на лейблі World Music, заснованому лондонськими музикантами Діном Блантом (Dean Blunt) та Інгою Коупленд (Inga Copeland).
Журнал The Face відзначив їх як «нових виконавців, на яких варто звернути увагу», а газета The Times назвала їх № 1 «висхідною зіркою, на яку варто звернути увагу у 2023 році».
Мініальбом гурту Bar Italia, CDR, 2022 року, посів перше місце в списку найкращих мініальбомів 2022 року блогу Gorilla vs. Bear, а трек «Miracle Crush» посів 13 місце в списку 25 найкращих пісень 2022 року за версією журналу Crack.
У березні 2023 року було оголошено про підписання контракту з лейблом Matador Records.
У травні 2023 року гурт Bar Italia випустив студійний альбом Tracey Denim, а вже в листопаді випустили другий студійний альбом, The Twits, обидва альбоми були підтримані концертним туром по Європі та Північній Америці. Обидва альбоми отримали «загалом схвальні» рецензії згідно з рейтинговим агрегатором Metacritic, а французький культурний журнал Les Inrocks помістив обидва альбоми під номером 10 у своєму списку найкращих альбомів року. Allmusic назвав альбом The Twits відображенням перетворення гурту «у все більш унікальний, експресивний гурт», альбом The Twits дебютував під № 36 у чарті UK Albums Chart, і це найвище досягнення гурту станом на 2023 рік.

## Інші проєкти
Фехмі та Фентон також створюють музику як дует Double Virgo, що є посиланням на їхній спільний астрологічний знак.
З 2020 року вони разом створили низку інді-рокових і шугейзингових записів, спродюсованих британським продюсером Vegyn і випущених на його лейблі PLZ Make It Ruins.
Ніна Крістанте створює lo-fi поп-музику під псевдонімом Nina, часто співпрацюючи з продюсером і колишнім колегою по лейблу Діном Блантом (Dean Blunt).

## Склад гурту
- Ніна Крістанте (Nina Cristante) — вокал (2020—теперішній час)
- Сем Фентон (Sam Fenton) — вокал, гітара (2020—теперішній час)
- Джезмі Тарік Фехмі (Jezmi Tarik Fehmi) — вокал, гітара (2020—теперішній час)[5]

## Дискографія

### Студійні альбоми
- Quarrel (World Music, 2020)
- Bedhead (World Music, 2021)
- Tracey Denim (Matador, 2023)
- The Twits (Matador, 2023)

### Мініальбоми
- Angelica Pilled (World Music, 2020)
- CDR (self-released, 2022)

### Сингли
| Назва                     | Рік  | Альбом       | Лейбл         |
| ------------------------- | ---- | ------------ | ------------- |
| «Banks»                   | 2022 | CDR          | World Music   |
| «Miracle Crush»           | 2022 | CDR          | World Music   |
| «Polly Armour»            | 2022 | CDR          | self-released |
| «Nurse!»                  | 2023 | Tracey Denim | Matador       |
| «Punkt!»                  | 2023 | Tracey Denim | Matador       |
| «Changer»                 | 2023 | Tracey Denim | Matador       |
| «My Little Tony»          | 2023 | The Twits    | Matador       |
| «Jelsy»                   | 2023 | The Twits    | Matador       |
| «World's Greatest Emoter» | 2023 | The Twits    | Matador       |

## Нагороди та номінації
| Рік      | Нагорода      | Категорія           | Номінована робота | Результат   | Посилання |
| -------- | ------------- | ------------------- | ----------------- | ----------- | --------- |
| 2024 рік | Libera Awards | Breakthrough Artist | N/A               | Номінований | [ 20 ]    |